# Yosemite Valley

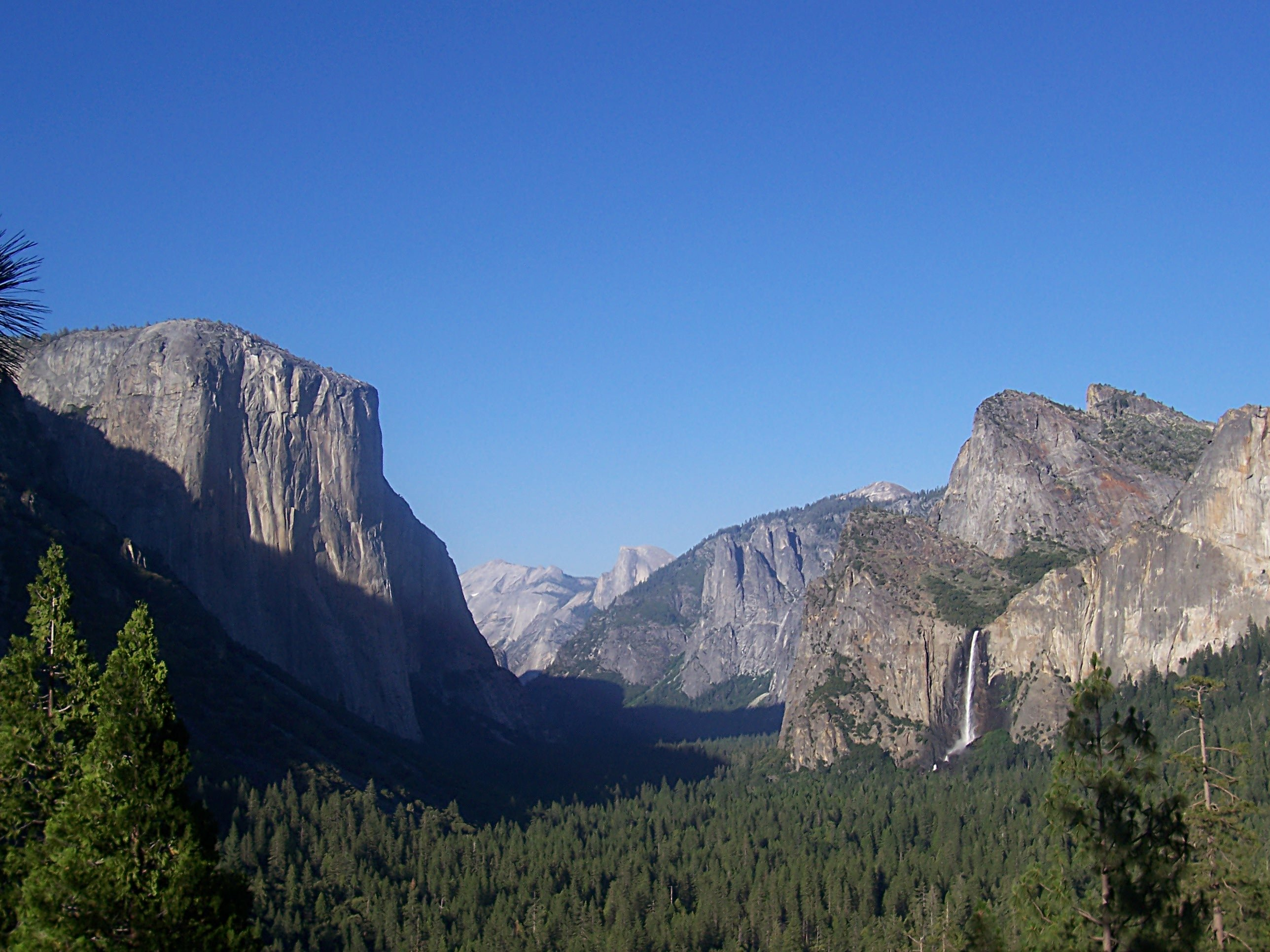
Dolina Yosemite

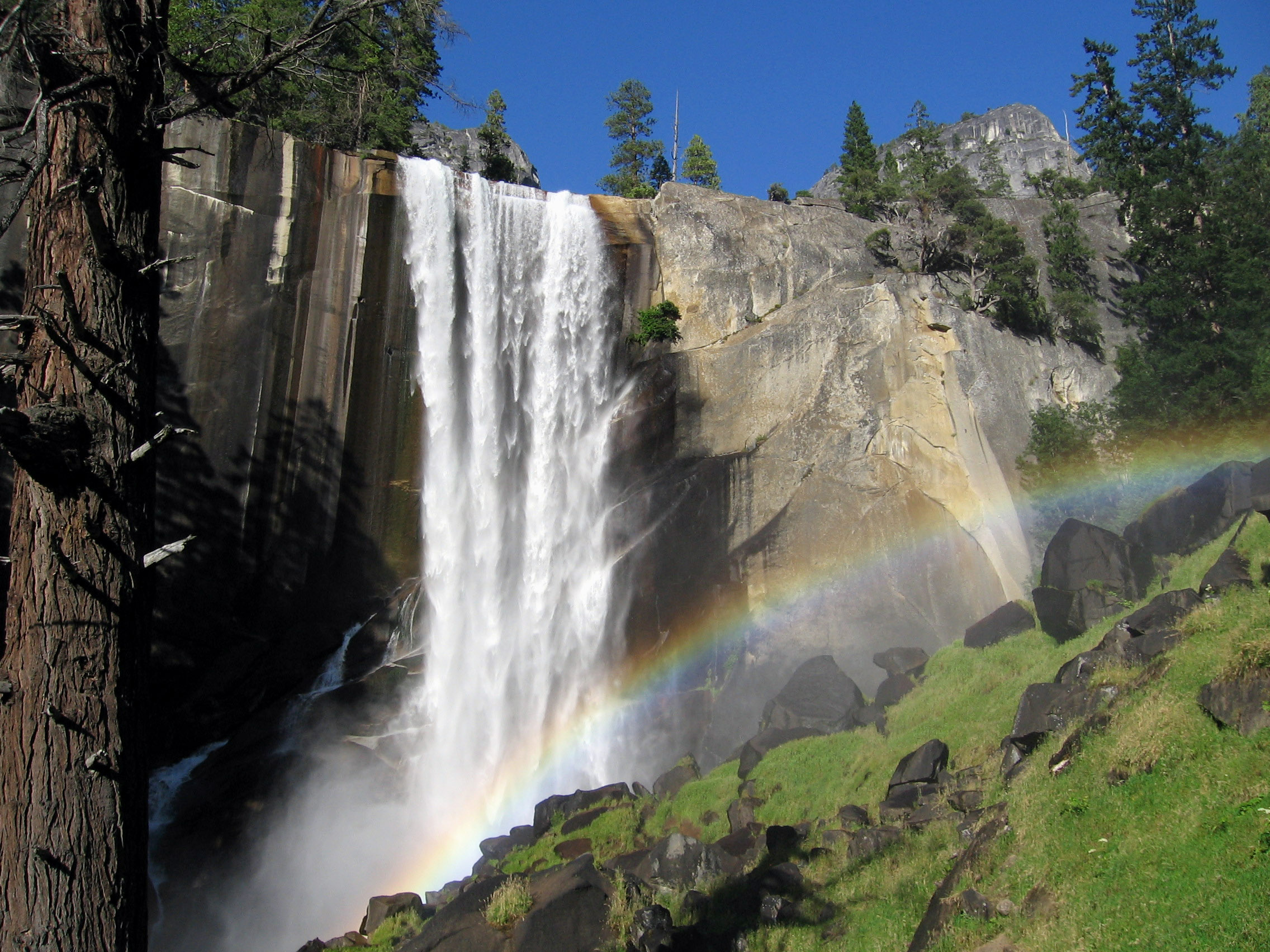
Wodospad Vernal

Yosemite Valley – dolina w łańcuchu górskim Sierra Nevada, w Kalifornii, w Stanach Zjednoczonych. Ma ona długość 13 km i powierzchnię ok. 18 km². Jej dnem płynie rzeka Merced. Dolina powstała w wyniku erozyjnej działalności lodowców górskich, które pojawiły się na tym terenie ok. 2-3 mln lat temu. Genezą taką odznaczają się również jeziora i wodospady, które występują na tym terenie. Skały, z których zbudowane są zbocza doliny, mają głównie pochodzenie plutoniczne.
Dolina była prawdopodobnie zasiedlona od ok. 3500 lat temu. Zamieszkiwali ją Indianie z plemienia Ahwahneechee, należący do ludu Miwok. Prowadzili oni koczowniczy tryb życia, choć w dolinie powstało kilka stałych osad. Ich sytuacja pogorszyła się wraz z rozpoczęciem gorączki złota w połowie XIX w. Musieli od tej chwili rywalizować o surowce naturalne z przybyłymi w to miejsce amerykańskimi osadnikami. Pierwsi spośród nich, którzy wkroczyli do doliny, byli członkowie Batalionu Mariposa, który przeciwdziałał agresji ze strony rdzennej ludności. Relację z tego miejsca opisał Lafayette Bunnell, co przyczyniło się do rozsławienia piękna tego miejsca. W 1864 r. powstał w tym miejscu rezerwat przyrody, administrowany przez władze stanu Kalifornia, a w 1890 r. utworzono znacznie większy Park Narodowy Yosemite.
Charakterystyczne dla doliny są liczne formacje skalne, a także wodospady. Znajduje się tu m.in. najwyższy wodospad w Ameryce Północnej, Yosemite, a także  Bridalveil Fall, Snow Creek, Sentinel, Ribbon, czy Nevada.
Dolina Yosemite jest miejscem popularnym wśród turystów. Spośród przeszło 3 milionów turystów odwiedzających rocznie Park Narodowy Yosemite ok. 80% przybywa do doliny. Można w to miejsce dotrzeć trzema czynnymi przez cały rok trasami: Highway 41, Highway 120 oraz Highway 140. Na teren doliny można wjechać samochodem, jednak w celu ograniczenia emisji spalin i hałasu wprowadzono również system regularnie kursujących busów. Główny ośrodek turystyczny znajduje się na wschodnim krańcu doliny. W jego skład wchodzą schroniska, sklepy, restauracje, a także Yosemite Museum, Ansel Adams Gallery oraz wioska indiańska.
O dolinie Yosemite napisano kilka utworów poetyckich. Jednym z nich jest ułożony kunsztowną strofą spenserowską poemat In Yosemite oficjalnego poety-laureata stanu Kalifornia Henry’ego Meade’a Blanda, ogłoszony w tomie In Yosemite and Other Poems, wydanym w roku 1920.